# Clovia strigata
Clovia strigata är en insektsart som beskrevs av Jacobi 1921. Clovia strigata ingår i släktet Clovia och familjen spottstritar. Inga underarter finns listade i Catalogue of Life.